# Carex albula
Carex albula là một loài thực vật có hoa trong họ Cói. Loài này được Allan mô tả khoa học đầu tiên năm 1947.